# Lexus NX
La Lexus NX è un crossover SUV di lusso di medie dimensioni in commercio dal 2014 prodotta dalla casa automobilistica giapponese Lexus. È offerto con due tipi di motorizzazione: ibrida o con motore termico. 

## Prima serie (AZ10; 2014-2021)

### Contesto
Si tratta di un nuovo modello destinato alla vendita in tutto il mondo. Inizialmente la NX è commercializzata in due versioni: la Lexus NX 300h e la Lexus NX 200t; entrambe le motorizzazioni sono omologate Euro 6.
In Europa il lancio sul mercato di questo modello, il 31 luglio 2014, ha avuto come testimone il personaggio televisivo, cantante e stilista statunitense will.i.am.
La versione per i mercati europei e americani differisce da quella per il mercato domestico e asiatico per il diverso disegno della parte anteriore.

### Motorizzazioni

#### NX 200t
La NX 200t monta un motore termico turbocompresso a ciclo Atkinson da 1998 cm³ erogante una potenza di 238 CV. Il motore è il primo turbocompresso sviluppato da Lexus.
È offerta unicamente con un cambio CVT a variazione continua di rapporto e con trazione anteriore. Questo modello non è disponibile in tutti gli Stati.

#### NX 300h
La NX 300h monta un motore termico a ciclo Atkinson da 2494 cm³ erogante una potenza di 155 CV abbinato a un motore elettrico di 105 CV. I due motori sono collegati tra loro tramite un meccanismo epicicloidale e sviluppano una potenza combinata di 197 CV. È offerta unicamente con un cambio CVT a variazione continua di rapporto e con trazione anteriore o con trazione integrale.

## Seconda serie (AZ20; dal 2021)

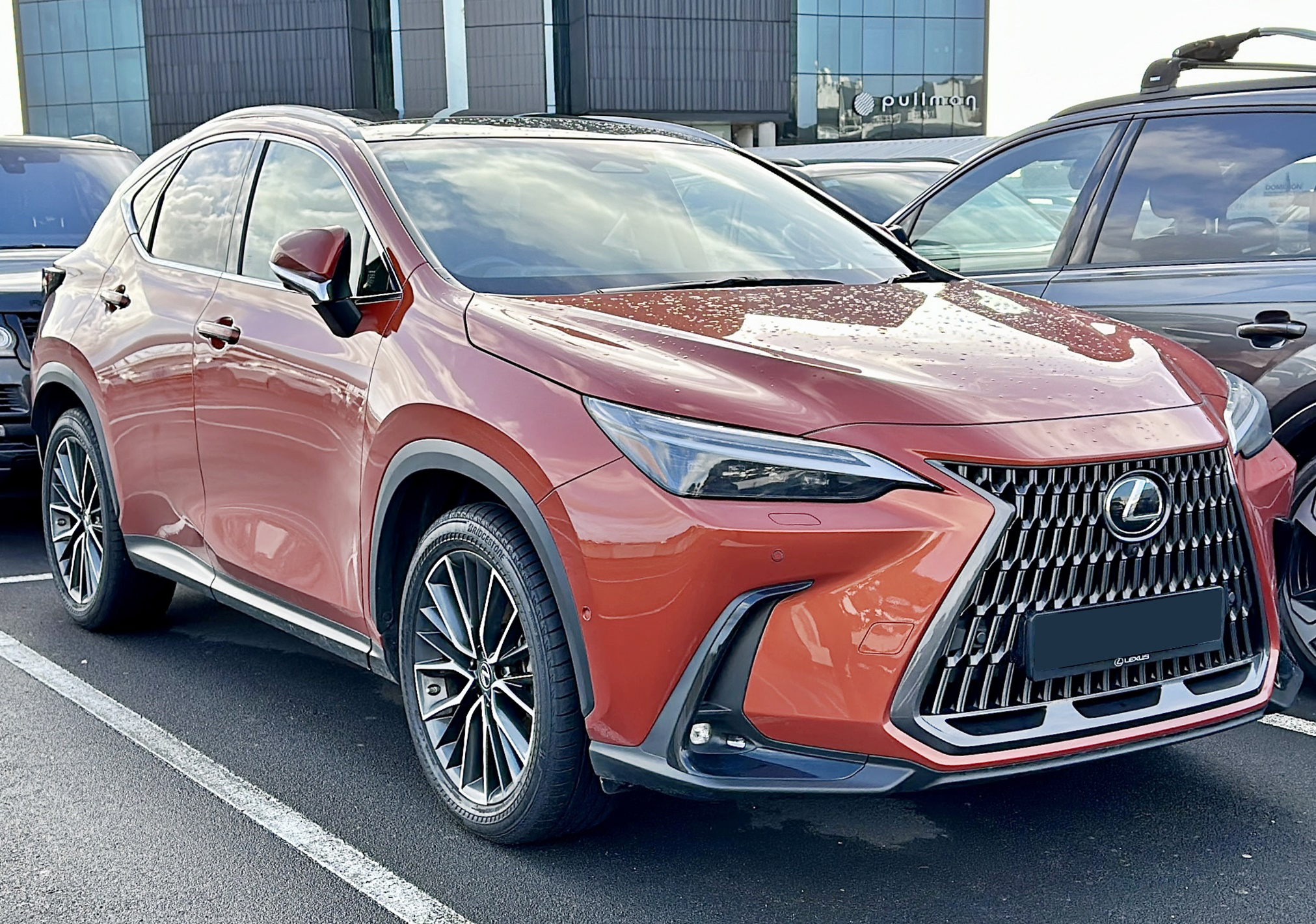
Lexus NX seconda serie

La seconda generazione della NX è stata presentata l'11 giugno 2021. La maggior parte dei propulsori è condivisa con quelli della XA50 Toyota RAV4. Quattro le versioni disponibili: : NX 250, NX 350, NX 350h e NX 450h+. Il motore a quattro cilindri turbo T24A-FTS da 2,4 litri equipaggia l'NX 350, producendo 205 kW (275 CV) e 430 Nm di coppia. L'NX 450h+ è il primo veicolo ibrido plug-in della gamma Lexus e condivide lo stesso gruppo moto propulsore della RAV4 PHV.